# Jürgen Kross (Physiker)
Jürgen Kross (* 28. März 1936; † 4. Juni 2010) war ein deutscher Physiker und Hochschullehrer an der Technischen Universität Berlin (TUB), der sich mit technischer Optik befasste.
Jürgen Kross studierte Physik in Erlangen, Braunschweig und Berlin mit dem Abschluss 1961. Danach war er bis 1967 Assistent von Hermann Slevogt an der TU Berlin, bei dem er 1968 zum Doktor-Ingenieur promovierte (Typenkunde optischer Systeme unter besonderer Berücksichtigung symmetrischer Objektive), und danach zwölf Jahre in verschiedenen Firmen der optischen Industrie unter anderem als Entwicklungsleiter. Zuletzt war er bei den Optischen Werken Jos. Schneider & Co. in Bad Kreuznach. 1978 wurde er als Nachfolger von Slevogt ordentlicher Professor für Technische Optik an der Technischen Universität Berlin.
Er befasste sich in der technischen Optik insbesondere mit analytischer und konstruktiver Optik (Optik-Ingenieurwesen, Entwurf optischer Geräte), Präzisionsmessungen und digitaler Bildverarbeitung.
Er war Autor in Band 3 der 10. Auflage des Bergmann-Schaefer Lehrbuch der Experimentalphysik (Kapitel Optische Abbildung).
Er war im Vorstand der Deutschen Gesellschaft für Angewandte Optik. 1990 gründete er mit Sigurd Kusch (ehemals Zentralinstitut für Optik und Spektroskopie der Akademie der Wissenschaften der DDR) und Joachim Klebe (Pädagogische Hochschule Potsdam) das Berliner Optik-Kolloquium, das Wissenschaftler aus der ehemaligen DDR (Potsdam, Ostberlin) und West-Berlin zusammenbrachte. Ab 1994 leitete er das Kolloquium statt mit Kusch und Klebe mit dem Laserphysiker Horst Weber.

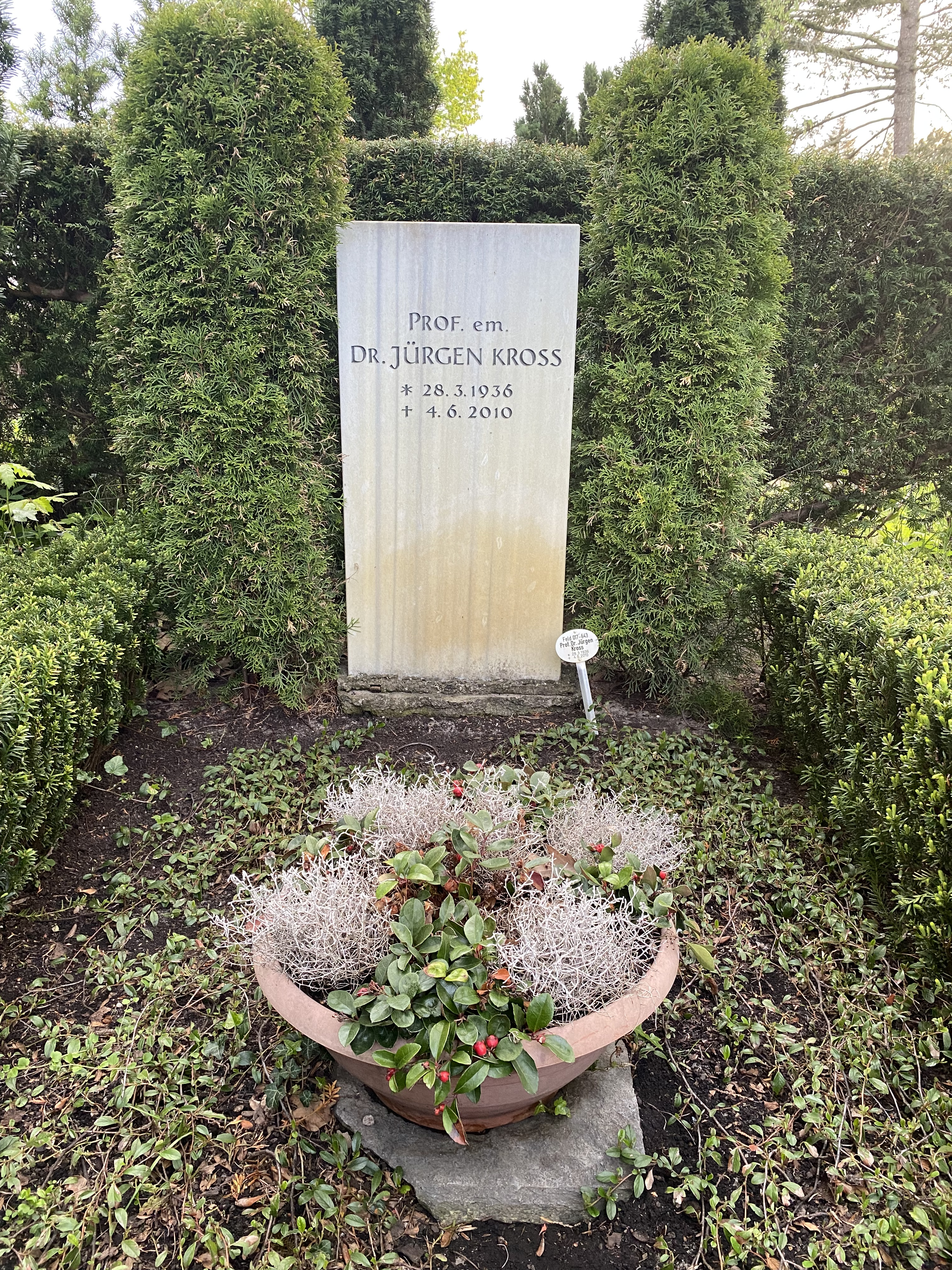
Grabstätte auf dem Berliner Friedhof Zehlendorf

Jürgen Kross verstarb im Alter von 74 Jahren und wurde auf dem Berliner Friedhof Zehlendorf beigesetzt (Feld 017-643).